# Polyphant
Polyphant – wieś w Anglii, w Kornwalii. Leży 95 km na północny wschód od miasta Penzance i 319 km na zachód od Londynu.